# Mysidetes morbihanensis
Mysidetes morbihanensis är en kräftdjursart som beskrevs av Michel Ledoyer 1995. Mysidetes morbihanensis ingår i släktet Mysidetes och familjen Mysidae. Inga underarter finns listade i Catalogue of Life.